# 페스킨-다케우치 도움변수
페스킨-다케우치 도움변수(영어: Peskin–Takeuchi parameter)는 입자물리학에서 전약력 방사 보정에 대하여 표준 모형을 벗어난 새 물리 현상을 나타내는 세 개의 도움변수다. 마이클 페스킨(영어: Michael Peskin)과 다케우치 다쓰오(일본어: 竹內 建)가 1990년에 도입하였다.

## 정의
페스킨-다케우치 도움변수는 표준 모형 밖의 물리에 대하여 다음과 같이 가정한다.
1. 전약력 게이지 군은 (표준 모형과 같이) SU(2)×U(1)이다. 즉 대통일 이론에서와 같은 새 게이지 보존이 존재하지 않는다.
2. 가벼운 페르미온에 대한 새 물리 현상의 영향은 미미하다. 즉 오직 진공 편극 보정만 고려하면 된다.
3. 새 물리 현상은 전약력 눈금보다 아주 높은 에너지에서만 존재한다. 즉 에너지 눈금에 대한 급수전개가 가능하다.

이 가정 아래, 새 물리에 의한 보정은 광자, W와 Z보존, 그리고 (고리 도형에 의한) 광자-Z 섞임의 진공 편극 보정만으로 완전히 나타낼 수 있다. 이 네 진공 편극 보정을 운동량{\displaystyle q^{2}/M^{2}} ({\displaystyle M}은 새 물리의 눈금)에 대하여 급수로 전개하고 처음 두 항만 남기면 다음과 같다.
{\displaystyle \Pi _{\gamma \gamma }(q^{2})=q^{2}\Pi _{\gamma \gamma }^{\prime }(0)+...}
{\displaystyle \Pi _{Z\gamma }(q^{2})=q^{2}\Pi _{Z\gamma }^{\prime }(0)+...}
{\displaystyle \Pi _{ZZ}(q^{2})=\Pi _{ZZ}(0)+q^{2}\Pi _{ZZ}^{\prime }(0)+...}
{\displaystyle \Pi _{WW}(q^{2})=\Pi _{WW}(0)+q^{2}\Pi _{WW}^{\prime }(0)+...}
({\displaystyle \Pi _{\gamma \gamma }(0)=\Pi _{Z\gamma }(0)=0}이 되도록 재규격화 조건을 부여한다.) 따라서 6개의 도움변수가 남는데, 이 가운데 셋은 전약력 기초 상수(미세구조상수, Z 보존 질량, 와인버그 각)의 재규격화로 없앨 수 있다. 따라서 오직 세 도움변수만이 남는다. 이 셋은 대개 {\displaystyle S,T,U}로 부르며, 다음과 같이 정의한다.
{\displaystyle \alpha S=4s_{w}^{2}c_{w}^{2}\left[\Pi _{ZZ}^{\prime }(0)-{\frac {c_{w}^{2}-s_{w}^{2}}{s_{w}c_{w}}}\Pi _{Z\gamma }^{\prime }(0)-\Pi _{\gamma \gamma }^{\prime }(0)\right]}
{\displaystyle \alpha T={\frac {\Pi _{WW}(0)}{M_{W}^{2}}}-{\frac {\Pi _{ZZ}(0)}{M_{Z}^{2}}}}
{\displaystyle \alpha U=4s_{w}^{2}\left[\Pi _{WW}^{\prime }(0)-c_{w}^{2}\Pi _{ZZ}^{\prime }(0)-2s_{w}c_{w}\Pi _{Z\gamma }^{\prime }(0)-s_{w}^{2}\Pi _{\gamma \gamma }^{\prime }(0)\right]}
여기서 {\displaystyle s_{w},c_{w}}는 와인버그 각의 사인 또는 코사인이다.

## 참고 문헌
- Peskin and Takeuchi (1990). PRL 65:964.
- Marciano and Rosner (1990). PRL 65:2963. 정정 68:898.
- Kennedy and Langacker (1990). PRL 65:2967. 정정 66:395.